# Atacamite
L'atacamite è un minerale appartenente al gruppo omonimo.
Trattasi di un cloruro basico di rame. Il suo nome deriva dal deserto di Atacama, nel nord del Cile, dove fu scoperto e descritto da D. de Gallizen nel 1801.

## Abito cristallino
Cristalli prismatici striati e appiattiti verdi. Questi si presentano aggregati, fibrosi, aciculari, lamellari, concrezionari.

## Origine e giacitura
È un minerale abbastanza raro che si forma come prodotto di alterazione di solfuri di rame nei climi aridi (sia nei deserti che in prossimità del mare) ove, data la scarsità di precipitazioni, non si altera. Si può trovare anche come prodotto di sublimazione da esalazioni vulcaniche.

## Miniere principali e luoghi di rinvenimento
- Europa: 
  - Regno Unito, Boballack presso St Just (Cornovaglia)[3]
  - Russia, Urali[5]
  - Kazakistan[6]
  - Italia: nelle miniere di Nurra (presso Alghero), nelle lave del Vesuvio[5][6], nelle lave dell'Etna, nell'Isola d'Elba[3].
- America: 
  - Cile: Paposa, Copiapó, Remolinos (regione di Atacama, da cui proviene il nome), Chuquicamata (regione di Antofagasta).[3]
  - USA: San Manuel, Bisbee, Jerome (Arizona)[3][6], Tintic (Utah)[6]
  - Messico: Baja California, Boleo[5]
  - Bolivia[5]
  - Perù[6]
- Oceania
  - Australia: Wallaroo, Moonta, nella penisola di Yorke e nelle regioni di Burra e Ravensthorpe.[3]
- Africa
  - Namibia[6]

## Proprietà fisiche e chimiche
L'atomo di rame è sito al centro di un ottaedro ai cui vertici si sono quattro molecole di OH e due atomi di cloro. È facilmente solubile in acqua, per questo si trova nei deserti. È solubile, inoltre, nell'acido cloridrico nel quale il minerale, al contrario della malachite, non lascia effervescenza. Poi, il minerale, è solubile anche in ammoniaca con cui dà una soluzione azzurra. Altro esperimento utile per saggiare il minerale è aggiungere una goccia di acido nitrico e due-tre gocce di nitrato d'argento, questo per rilevare la presenza del cloruro: se il minerale si tratta veramente di atacamite, la soluzione ammoniacale ov'è stato versato un campione del minerale assumerà una tonalità lattescente a causa della precipitazione del cloruro di argento sotto forma di fiocchi bianchi simil-neve.

## Utilizzi
Il minerale è utile solamente quando viene trovato in cave sufficientemente ricche perciò si usano esclusivamente le miniere cilene
Un tempo, prima dell'uso della carta assorbente, era utilizzato in polvere per essiccare l'inchiostro e per questo era importato dal Cile.